# TT80

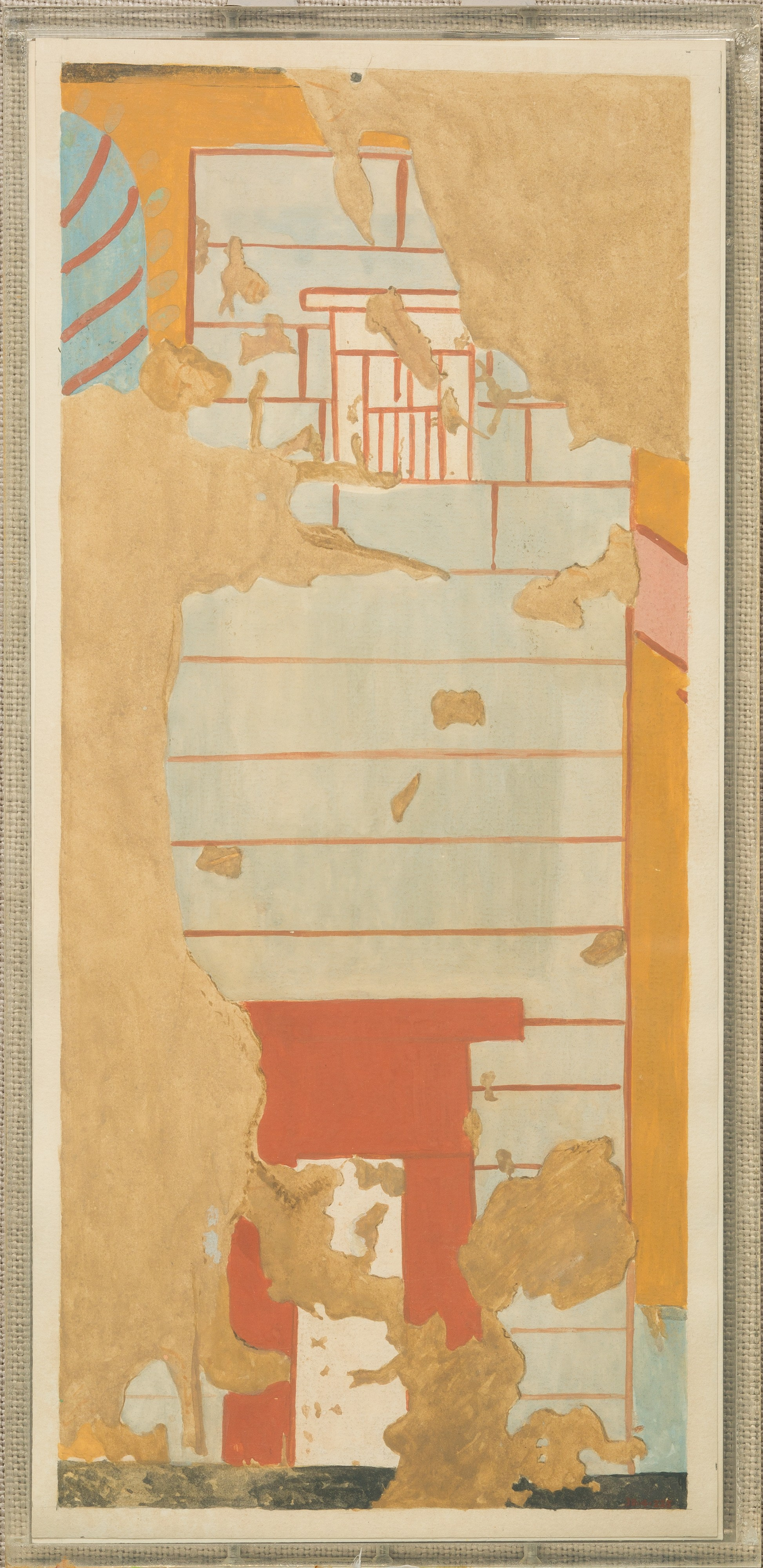
Darstellung eines Hauses in den Grabmalereien von TT80

TT80 (Theban Tomb no. 80, Thebanisches Grab Nr. 80) ist eine von zwei Grabanlagen, die sich der Schatzhausvorsteher Thotnefer in der thebanischen Nekropole hatte anlegen lassen. Das Grab datiert unter Amenophis II.

## Baudetails
Die Kulträume der Anlage sind nach dem üblichen Schema thebanischer Grabanlagen in den Felsen gehauen. Es gibt einen Vorhof und zwei Kulträume, die nach einem T-förmigen Plan angelegt sind. Der Vorhof ist ca. 5,5 m breit. Die erste Querhalle ist ca. 5 m breit. Die Haupthalle ca. 5,4 m lang. Am Ende der Haupthalle befindet sich ein Schacht, der zu der Grabkammer hinab führt.
Die Dekoration des Grabes ist aufgemalt. In der ersten Querhalle finden sich Bankettszenen und solche, die Thotnefer und seine Gemahlin Tachat vor dem Opfertisch zeigen. In der Haupthalle sind auf der linken Wand landwirtschaftliche Szenen und Thotnefer wiederum am Opfertisch dargestellt. Auf der rechten Wand sieht man Totenrituale und erneut Thotnefer vor dem Opfertisch. 
Die Malereien sind teilweise nie fertiggestellt worden und heute, besonders im Querraum, stark beschädigt.